# Pauluskirche (Friesdorf)
Die Pauluskirche ist eine evangelische Kirche im Ortsteil Friesdorf des Bonner Stadtbezirks Bad Godesberg.

## Geschichte und Architektur
Die am 27. November 1960 eingeweihte Pauluskirche  wurde von dem Krefelder Architekten Ernst Fohrer im Baustil der Moderne entworfen. An den kubischen Kirchensaal schließen sich Gemeinderäume an. Architektonisch markant ist der freistehende Kirchturm, der mit der Klinkerfassade des Kirchenbaus kontrastiert. Im Oktober 2014 wurde der Windfang zum Vorhof durch einen modernen Anbau aus Glas ersetzt, in dem seither regelmäßig Kleinkunst- und Musikveranstaltungen stattfinden. Die Pauluskirche gehört ebenso wie die Christuskirche und die mittlerweile entwidmete Thomaskapelle zur evangelischen Thomas-Kirchengemeinde Bad Godesberg im Kirchenkreis Bad Godesberg-Voreifel der Evangelischen Kirche im Rheinland.

## Ausstattung
Die großformatigen Fensterbilder zeigen die Bekehrung des Paulus. Sie wurden 1985 gefertigt von Reimund Franke. Der Altarraum entstand 1976 nach Plänen des Kölner Bildhauers Kurt-Wolf von Borries. Von ihm stammen Altar und Taufstein aus grauem Basalt. Die gusseisernen Platten der Kanzel zeigen die Befreiung des Paulus aus dem Kerker zu Philippi nach einem Erdbeben.

## Orgel
Die Orgel (2 Manuale und Pedal, 24 Register) stammt aus der Werkstatt von Paul Ott und wurde 1966 geweiht. Sie befindet sich auf der Nordseite der Empore. Das vollmechanische Instrument besteht aus zwei Teilen: Haupt- und Pedalwerk auf der Empore und Rückpositiv in der Emporenbrüstung.
| I Rückpositiv C-g3 |       |  |
| Quintade           | 8′    |  |
| Gedackt            | 8′    |  |
| Prinzipal          | 4′    |  |
| Blockflöte         | 4′    |  |
| Oktave             | 2′    |  |
| Quintflöte         | 1 ⁄3′ |  |
| Sesquialter II     |       |  |
| Scharff IV         |       |  |
| Rankett            | 8′    |  |
| Tremulant          |       |  |

| II Hauptwerk C–g3 |       |
| Prinzipal         | 8′    |
| Gemshorn          | 8′    |
| Oktave            | 4′    |
| Rohrflöte         | 4′    |
| Quinte            | 2 ⁄3′ |
| Praestantflöte    | 2′    |
| Mixtur IV         |       |
| Trompete          | 8′    |

| Pedal C–f1          |     |
| Subbass             | 16′ |
| Oktave              | 8′  |
| Gedackt             | 8′  |
| Nachthorn           | 4′  |
| Rauschpfeife III–IV |     |
| Posaune             | 16′ |
| Clarine             | 4′  |

- Koppeln:
  - Normalkoppeln: II/I, I/P, II/P